# Petermann von Wabern
Pour les articles homonymes, voir Wabern.
Petermann (III) von Wabern né à une date inconnue de la première moitié du XVe siècle et mort en décembre 1491 est une personnalité politique et militaire bernoise et un avoyer de la ville de Berne.

## Biographie
Mentionné dans les sources pour la première fois en 1442, il est le fils du trésorier Petermann (II) von Wabern  et de Pernetta de Villarzel. Son grand-père Petermann (I) von Wabern (mort en 1399) qui était tanneur, avait rejoint le Petit Conseil en 1367 et avait pu acquérir la seigneurie de Belp en 1383, intégrant ainsi le cercle des notables de la ville.[réf. nécessaire]
Petermann (III) von Wabern devient seigneur de Hünigen et co-seigneur de Belp par héritage. En 1467, il épouse Küngold von Spiegelberg. À partir de 1442, il est membre du Grand Conseil du canton de Berne et à partir de 1447, du Petit Conseil. Entre 1455 et 1459 il est bailli de Nidau et de 1471 à 1477  avoyer de Berne en alternance. Il sert comme capitaine durant la guerre de Waldshut de 1468 , dirige un régiment à la bataille d'Héricourt (1474), puis à la bataille de Grandson (1476), où il est fait chevalier. Il est plusieurs fois ambassadeur de Berne.[réf. nécessaire]
En 1471, il est l'un des condamnés dans la controverse des seigneurs jumeaux bernois. Selon les sources, la fortune Petermann von Wabern s’élevait à 26 000 florins en 1458..